# Próspero Merino
Próspero Merino Mogollón fue un futbolista peruano que jugaba como delantero. Es considerado uno de los jugadores históricos del club Juan Aurich, con el que consiguió el ascenso a la Primera División del Perú en 1967 y el subcampeonato en 1968.

## Trayectoria
Próspero Merino se desempeñaba como puntero derecho, era muy hábil para llevarse a su marcador y un especialista en la ejecución de balones detenidos.
Tras pasar por varios equipos de Piura como Sport Liberal continuó su carrera como con el Juan Aurich de Chiclayo en 1967 y fue jugador clave en la campaña de ascenso a primera;
 pronto su carisma y talento lo convirtieron en uno de los jugadores más queridos por la hinchada aurichista; la seguridad y manera cómo ejecutaba los penales tenía cautivada a la afición deportiva:

«Antes de shotear un penal se ponía de espaldas al arco y a un solo paso de la pelota, al sonar el silbato del árbrito, se daba la vuelta y estiraba hacia atrás su pierna derecha para lanzar el balón donde jamás llegaba el arquero»; era casi infalible en los penales y también fue autor de varios goles olímpicos.
En 1968 tuvo una destacada campaña con el club, consiguiendo el subcampeonato. En 1970 fue fichado por Sporting Cristal donde fue campeón de la mano de quien fuera su técnico en Aurich, el argentino Vito Andrés “sabino” Bártoli.
Tuvo un corto paso por el Carlos A. Mannucci donde permaneció hasta el final de su carrera.

Lamentablemente dejó de existir el año 1981 en un confuso incidente con la policía en Piura, sin embargo la afición aún recuerda su presencia en las canchas y sus señoriales anotaciones.
 Hoy en día un club de fútbol de su ciudad natal (Morropón), lleva su nombre.

## Clubes
| Club               | País | Año         |
| ------------------ | ---- | ----------- |
| Sport Liberal      | Perú | 1964 - 1966 |
| Juan Aurich        | Perú | 1967 - 1969 |
| Sporting Cristal   | Perú | 1970 - 1971 |
| Unión Tumán        | Perú | 1972        |
| Juan Aurich        | Perú | 1973        |
| Carlos A. Mannucci | Perú | 1974 - 1975 |

## Palmarés

### Campeonatos nacionales
| Título                   | Club             | País | Año  |
| ------------------------ | ---------------- | ---- | ---- |
| Primera División de Perú | Sporting Cristal | Perú | 1970 |